# Kladirostratus
Kladirostratus – rodzaj węży z rodziny Psammophiidae.

## Rozmieszczenie geograficzne
Rodzaj obejmuje gatunki występujące w Afryce (Wybrzeże Kości Słoniowej, Ghana, Togo, Kamerun, Sudan Południowy, Kongo, Demokratyczna Republika Konga, Rwanda, Burundi, Uganda, Tanzania, Malawi, Zambia i Angola).

## Systematyka
Rodzaj zdefiniował w 2019 roku zespół południowoafrykańskich zoologów – Werner Conradie, Chad Keates i Shelley Edwards – w artykule zatytułowanym Wąż w trawie: struktura genetyczna szeroko rozpowszechnionego afrykańskiego zaskrońca (Psammophylax Fitzinger 1843) z opisem nowego rodzaju i nowego gatunku, opublikowanym w czasopiśmie „All Journal of Zoological Systematics and Evolutionary Research”. Gatunkiem typowym jest (oryginalne oznaczenie) K. acutus.

### Etymologia
Kladirostratus: gr. κλαδος klados ‘cienka gałąź’; łac. rostratus ‘dziobaty’, od rostrum ‘dziób’. 

### Podział systematyczny
Do rodzaju należą następujące gatunki:
- Kladirostratus acutus (Günther, 1888)
- Kladirostratus togoensis (Matschie, 1893)